# Campeonato Mundial de Baloncesto Femenino Sub-17 de 2010
El I Campeonato Mundial de Baloncesto Femenino Sub-17 se celebró en Francia entre el 16 y el 25 de julio de 2010 bajo la organización de la Federación Internacional de Baloncesto y la Federación de baloncesto de Francia.
Un total de doce selecciones nacionales de cinco confederaciones continentales compitieron por el título de campeón mundial.
La selección de Estados Unidos se adjudicó la medalla de oro al derrotar en la final a Francia con un marcador de 92-62, mientras que China consiguió la medalla de bronce al vencer a Bélgica por 85-73.

## Clasificados
| Competición                                      | Fecha                                    | Sede             | Plazas | Clasificados                    |
| ------------------------------------------------ | ---------------------------------------- | ---------------- | ------ | ------------------------------- |
| País anfitrión                                   | —                                        | —                | 1      | Francia                         |
| Campeonato FIBA Europa Femenino Sub-16 de 2009   | 30 de julio - 9 de agosto de 2009        | Nápoles          | 4      | Bélgica Rusia España Turquía    |
| Campeonato FIBA Américas Femenino Sub-16 de 2009 | 10-14 de agosto de 2009                  | Ciudad de México | 3      | Estados Unidos Canadá Argentina |
| Campeonato FIBA África Femenino Sub-16 de 2009   | 30 de agosto - 5 de septiembre de 2009   | Bamako           | 1      | Malí                            |
| Campeonato FIBA Asia Femenino Sub-16 de 2009     | 30 de noviembre - 6 de diciembre de 2009 | Pune             | 2      | China Japón                     |
| Campeonato FIBA Oceanía Femenino Sub-16 de 2009  | 20-22 de agosto de 2009                  | Brisbane         | 1      | Australia                       |
| TOTAL                                            |                                          |                  | 12     |                                 |

## Organización

### Sedes
| Toulouse                      | Rodez            | Toulouse Rodez |
| Palais des Sports de Toulouse | L'Amphitheatre   | Toulouse Rodez |
| Capacidad: 4 397              | Capacidad: 2 500 | Toulouse Rodez |
|                               |                  | Toulouse Rodez |

## Fase de grupos
Todos los horarios corresponden al huso horario local (GMT+2)

### Sistema de competencia
Fase de grupos
Los 12 equipos participantes se dividen en 2 grupos (A y B), de 6 equipos cada uno. El sorteo tuvo lugar el 24 de noviembre de 2009 en Karlovy Vary, República Checa, y los grupos quedaron distribuidos de la siguiente forma:
| Grupo A        | Grupo B   |
| -------------- | --------- |
| Canadá         | Argentina |
| Francia        | Australia |
| Japón          | Bélgica   |
| Rusia          | China     |
| Turquía        | Malí      |
| Estados Unidos | España    |

Cada equipo jugó contra el resto de equipos de su propio grupo, sumando un total de 5 partidos cada uno de los equipos. Cada equipo obtiene dos puntos por cada partido ganado, y un punto por cada partido perdido. En caso de empate, se aplican los siguientes criterios:
1. Puntos totales.
2. Resultado de los enfrentamientos directos.
3. Diferencia de puntos.
4. Puntos anotados.

Fase Final
Los 4 primeros equipos de cada grupos se clasifican directamente a cuartos de final, mientras que los no clasificados pasan a jugar el cuadro para definir las posiciones del 9º al 12º puesto. Los enfrentamientos de cuartos fueron: A1-B4, A2-B3, A3-B2 y A4-B1. Para el otro cuadro, fueron: A5-B6 y B5-A6.

### Grupo A
|  | Clasificados a cuartos de final |

|    | Equipo         | Pts | PG | PP | PF  | PC  | Dif |
| -- | -------------- | --- | -- | -- | --- | --- | --- |
| 1  | Estados Unidos | 10  | 5  | 0  | 483 | 266 | 217 |
| 2  | Francia        | 8   | 3  | 2  | 303 | 304 | −1  |
| 31 | Rusia          | 7   | 2  | 3  | 311 | 331 | −20 |
| 41 | Japón          | 7   | 2  | 3  | 373 | 436 | −63 |
| 51 | Turquía        | 7   | 2  | 3  | 306 | 348 | −42 |
| 6  | Canadá         | 6   | 1  | 4  | 340 | 431 | −91 |

1 Desempate: Rusia: 4 pts. Japón: 3 pts. Turquía: 2 pts. 

Jornada 1
| 16 de julio | Japón                                                    | 68–93                               | Rusia                                               | Rodez                                                                                   |  |
| 15:00       | Parciales: 6-24, 30-24, 23-23, 9-22                      | Parciales: 6-24, 30-24, 23-23, 9-22 | Parciales: 6-24, 30-24, 23-23, 9-22                 |                                                                                         |  |
|             | Estadísticas Miyazawa 16 Chikahira 9 Fujioka, Miyazawa 3 | Reporte Pts Reb Asts                | Estadísticas 22 Tikhonenko 16 Tikhonenko 3 Kiseleva | Pabellón: L'Amphiteatre Árbitros: Boris Gabara Malekalio Liogi Fenuafanote Zoltan Palla |  |

| 16 de julio | Turquía                                                    | 73–82                                 | Canadá                                        | Rodez                                                                                 |  |
| 17:30       | Parciales: 14-18, 10-19, 24-23, 25-22                      | Parciales: 14-18, 10-19, 24-23, 25-22 | Parciales: 14-18, 10-19, 24-23, 25-22         |                                                                                       |  |
|             | Estadísticas Cora 16 Kavurmacıoğlu 10 Cakir, Aydin, Cora 2 | Reporte Pts Reb Asts                  | Estadísticas 25 Fields 10 Dheensaw 4 Dheensaw | Pabellón: L'Amphiteatre Árbitros: Henrykh Bekish Toni Le-Anne Caldwell Oscar Lefwerth |  |

| 16 de julio | Estados Unidos                                         | 70–45                              | Francia                                                              | Rodez                                                                                    |  |
| 20:30       | Parciales: 22-12, 9-16, 25-8, 14-9                     | Parciales: 22-12, 9-16, 25-8, 14-9 | Parciales: 22-12, 9-16, 25-8, 14-9                                   |                                                                                          |  |
|             | Estadísticas Stewart 13 Williams 11 Massengale, Loyd 3 | Reporte Pts Reb Asts               | Estadísticas 9 Galliou-Loko 6 Galliou-Loko 2 Niamke, Époupa, Mercier | Pabellón: L'Amphiteatre Árbitros: Damir Javor Patricio Enrique Menares Vásquez Ling Peng |  |

Jornada 2
| 17 de julio | Canadá                                           | 80–87                                 | Japón                                         | Rodez                                                                                  |  |
| 15:00       | Parciales: 15-17, 23-27, 16-28, 26-15            | Parciales: 15-17, 23-27, 16-28, 26-15 | Parciales: 15-17, 23-27, 16-28, 26-15         |                                                                                        |  |
|             | Estadísticas Fields 36 Fields 9 Ring, Dheensaw 2 | Reporte Pts Reb Asts                  | Estadísticas 34 Nagaoka 13 Miyazawa 3 Fujioka | Pabellón: L'Amphiteatre Árbitros: Damir Javor Boris Gabara Malekalio Liogi Fenuafanote |  |

| 17 de julio | Estados Unidos                                    | 82–38                               | Rusia                                                              | Rodez                                                                   |  |
| 17:30       | Parciales: 15-12, 26-14, 25-7, 16-5               | Parciales: 15-12, 26-14, 25-7, 16-5 | Parciales: 15-12, 26-14, 25-7, 16-5                                |                                                                         |  |
|             | Estadísticas Williams 20 Williams 14 Massengale 3 | Reporte Pts Reb Asts                | Estadísticas 9 Posylkina 9 Davydova 2 Fedorenkove, Namok, Ryavkina | Pabellón: L'Amphiteatre Árbitros: Oscar Lefwerth Zoltan Palla Ling Peng |  |

| 17 de julio | Francia                                                       | 51–54                                | Turquía                                                      | Rodez                                                                                                   |  |
| 20:30       | Parciales: 13-8, 13-13, 15-17, 10-16                          | Parciales: 13-8, 13-13, 15-17, 10-16 | Parciales: 13-8, 13-13, 15-17, 10-16                         | |  |
|             | Estadísticas Mayo, Galliou-Loko 8 Nayo 6 Stievenard, Niamke 2 | Reporte Pts Reb Asts                 | Estadísticas 16 Kavurmacıoğlu 7 Kavurmacıoğlu 2 Aydin, Duman | Pabellón: L'Amphiteatre Árbitros: Henrykh Bekish Patricio Enrique Menares Vásquez Toni Le-Anne Caldwell |  |

Jornada 3
| 18 de julio | Estados Unidos                                          | 114–57                               | Canadá                                                       | Rodez |  |
| 15:00       | Parciales: 28-20, 25-15, 25-14, 36-8                    | Parciales: 28-20, 25-15, 25-14, 36-8 | Parciales: 28-20, 25-15, 25-14, 36-8                         | |  |
|             | Estadísticas Mosqueda-Lewis 21 Stafford 12 Massengale 6 | Reporte Pts Reb Asts                 | Estadísticas 17 Fields 5 Fields, Kiss Rusk, Dheensaw 3 Roser | Pabellón: L'Amphiteatre Árbitros: Henrykh Bekish Malekalio Liogi Fenuafanote Patricio Enrique Menares Vásquez |  |

| 18 de julio | Rusia                                                | 53–56                                 | Francia                                  | Rodez                                                                               |  |
| 17:30       | Parciales: 10-13, 14-15, 19-19, 11-10                | Parciales: 10-13, 14-15, 19-19, 11-10 | Parciales: 10-13, 14-15, 19-19, 11-10    |                                                                                     |  |
|             | Estadísticas Tikhonenko 13 Tikhonenko 10 Tochilova 5 | Reporte Pts Reb Asts                  | Estadísticas 14 Diallo 7 Époupa 3 Époupa | Pabellón: L'Amphiteatre Árbitros: Boris Gabara Oscar Lefwerth Toni Le-Anne Caldwell |  |

| 18 de julio | Japón                                         | 80–60                                 | Turquía                                       | Rodez                                                                |  |
| 20:30       | Parciales: 24-21, 22-15, 19-11, 15-13         | Parciales: 24-21, 22-15, 19-11, 15-13 | Parciales: 24-21, 22-15, 19-11, 15-13         |                                                                      |  |
|             | Estadísticas Miyazawa 20 Nagaoka 12 Fujioka 6 | Reporte Pts Reb Asts                  | Estadísticas 16 Cakir 14 Kavurmacıoğlu 4 Cora | Pabellón: L'Amphiteatre Árbitros: Damir Javor Ling Peng Zoltan Palla |  |

Jornada 4
| 20 de julio | Canadá                                    | 61–76                                 | Rusia                                          | Rodez                                                                                                |  |
| 15:00       | Parciales: 14-19, 14-10, 10-19, 23-28     | Parciales: 14-19, 14-10, 10-19, 23-28 | Parciales: 14-19, 14-10, 10-19, 23-28          | |  |
|             | Estadísticas Fields 20 Kiss Rusk 8 Ring 3 | Reporte Pts Reb Asts                  | Estadísticas 13 Namok 9 Tikhonenko 3 Tochilova | Pabellón: L'Amphiteatre Árbitros: Damir Javor Toni Le-Anne Caldwell Patricio Enrique Menares Vásquez |  |

| 20 de julio | Turquía                                           | 55–84                                | Estados Unidos                                   | Rodez                                                                                   |  |
| 17:30       | Parciales: 4-21, 17-22, 18-15, 16-26              | Parciales: 4-21, 17-22, 18-15, 16-26 | Parciales: 4-21, 17-22, 18-15, 16-26             |                                                                                         |  |
|             | Estadísticas Kavurmacıoğlu 13 Yalcinkaya 5 Cora 5 | Reporte Pts Reb Asts                 | Estadísticas 11 Loyd, Tuck 6' Lewis 3 Massengale | Pabellón: L'Amphiteatre Árbitros: Boris Gabara Malekalio Liogi Fenuafanote Zoltan Palla |  |

| 20 de julio | Francia                                                             | 70–67                                 | Japón                                         | Rodez                                                                     |  |
| 20:30       | Parciales: 15-13, 21-13, 22-16, 12-25                               | Parciales: 15-13, 21-13, 22-16, 12-25 | Parciales: 15-13, 21-13, 22-16, 12-25         |                                                                           |  |
|             | Estadísticas Diallo 14 Galliou-Loko, Mbuyamba Tshimanga 7 Mercier 3 | Reporte Pts Reb Asts                  | Estadísticas 25 Miyazawa 7 Miyazawa 5 Fujioka | Pabellón: L'Amphiteatre Árbitros: Henrykh Bekish Oscar Lefwerth Ling Peng |  |

Jornada 5
| 21 de julio | Rusia                                                | 51–64                               | Turquía                                        | Rodez                                                                                    |  |
| 15:00       | Parciales: 7-16, 13-7, 11-18, 20-23                  | Parciales: 7-16, 13-7, 11-18, 20-23 | Parciales: 7-16, 13-7, 11-18, 20-23            |                                                                                          |  |
|             | Estadísticas Tikhonenko 18 Tikhonenko 15 Zamaraeva 3 | Reporte Pts Reb Asts                | Estadísticas 17 Kavurmacıoğlu 10 Cakir 4 Duman | Pabellón: L'Amphiteatre Árbitros: Damir Javor Patricio Enrique Menares Vásquez Ling Peng |  |

| 21 de julio | Estados Unidos                                   | 133–71                                | Japón                                                          | Rodez                                                                                              |  |
| 17:30       | Parciales: 35-12, 26-15, 37-23, 35-21            | Parciales: 35-12, 26-15, 37-23, 35-21 | Parciales: 35-12, 26-15, 37-23, 35-21                          | |  |
|             | Estadísticas Stewart 30 Williams 8 Massengale 10 | Reporte Pts Reb Asts                  | Estadísticas 15 Izumita 5 Miyazawa 5 Fujioka, Negishi, Miyoshi | Pabellón: L'Amphiteatre Árbitros: Toni Le-Anne Caldwell Oscar Lefwerth Malekalio Liogi Fenuafanote |  |

| 21 de julio | Canadá                                          | 60–81                                 | Francia                                  | Rodez                                                                      |  |
| 20:30       | Parciales: 22-22, 13-17, 14-18, 11-24           | Parciales: 22-22, 13-17, 14-18, 11-24 | Parciales: 22-22, 13-17, 14-18, 11-24    |                                                                            |  |
|             | Estadísticas Fields 30 Der 11 Pickard, Fields 4 | Reporte Pts Reb Asts                  | Estadísticas 24 Diallo 9 Diallo 5 Époupa | Pabellón: L'Amphiteatre Árbitros: Henrykh Bekish Zoltan Palla Boris Gabara |  |

### Grupo B
|  | Clasificados a cuartos de final |

|    | Equipo    | Pts | PG | PP | PF  | PC  | Dif  |
| -- | --------- | --- | -- | -- | --- | --- | ---- |
| 1  | Bélgica   | 9   | 4  | 1  | 345 | 277 | 68   |
| 21 | China     | 9   | 4  | 1  | 424 | 331 | 93   |
| 3  | Australia | 8   | 3  | 2  | 359 | 312 | 47   |
| 42 | España    | 7   | 2  | 3  | 349 | 270 | 79   |
| 52 | Argentina | 7   | 2  | 3  | 279 | 319 | −40  |
| 6  | Malí      | 5   | 0  | 5  | 211 | 458 | −247 |

1 Desempate:Bélgica 90-80 China. 

2 Desempate: Argentina 38-68 España.

Jornada 1
| 16 de julio | China                                            | 72–54                                 | Argentina                                 | Toulouse |  |
| 15:00       | Parciales: 21-11, 17-10, 21-14, 13-19            | Parciales: 21-11, 17-10, 21-14, 13-19 | Parciales: 21-11, 17-10, 21-14, 13-19     | |  |
|             | Estadísticas Cui 15 Li Mingyang 10 Li Meng, Yu 3 | Reporte Pts Reb Asts                  | Estadísticas 14 Díaz 11 Cabrera 4 Sancisi | Pabellón: Palais des Sports de Toulouse Árbitros: Ingus Baumanis Fabiana Martinescu Kendell Christopher Henry |  |

| 16 de julio | Bélgica                                          | 80–27                              | Malí                                                          | Toulouse                                                                                            |  |
| 17:30       | Parciales: 16-5, 16-2, 31-7, 17-13               | Parciales: 16-5, 16-2, 31-7, 17-13 | Parciales: 16-5, 16-2, 31-7, 17-13                            | |  |
|             | Estadísticas Meesseman 16 Meesseman 9 Delmulle 6 | Reporte Pts Reb Asts               | Estadísticas 7 Guindo 11 Traoré, Sanou 1 Toure, Traoré, Sanou | Pabellón: Palais des Sports de Toulouse Árbitros: Carole Delauné Atanu Banerjee Annie Joyce Muchenu |  |

| 16 de julio | España                                       | 57–58                                | Australia                                            | Toulouse                                                                                             |  |
| 20:30       | Parciales: 15-20, 11-8, 16-16, 15-14         | Parciales: 15-20, 11-8, 16-16, 15-14 | Parciales: 15-20, 11-8, 16-16, 15-14                 | |  |
|             | Estadísticas Balart 13 Rodríguez U. 7 Díaz 3 | Reporte Pts Reb Asts                 | Estadísticas 13 Tippett, Roberts 9 Roberts 5 Blicavs | Pabellón: Palais des Sports de Toulouse Árbitros: Meadow Overstreet Rüstü Nuran Jonathan Ernest Hunt |  |

Jornada 2
| 17 de julio | Argentina                                       | 55–53                                | Bélgica                                          | Toulouse                                                                                             |  |
| 15:00       | Parciales: 18-10, 11-16, 17-15, 9-12            | Parciales: 18-10, 11-16, 17-15, 9-12 | Parciales: 18-10, 11-16, 17-15, 9-12             | |  |
|             | Estadísticas Díaz 20 Gretter, Favre 7 Gretter 4 | Reporte Pts Reb Asts                 | Estadísticas 17 Meesseman 14 Mestdagh 3 Delmulle | Pabellón: Palais des Sports de Toulouse Árbitros: Jonathan Ernest Hunt Atanu Banerjee Carole Delauné |  |

| 17 de julio | Australia                                    | 75–92                                 | China                                 | Toulouse                                                                                         |  |
| 17:30       | Parciales: 27-32, 12-15, 24-23, 12-22        | Parciales: 27-32, 12-15, 24-23, 12-22 | Parciales: 27-32, 12-15, 24-23, 12-22 |                                                                                                  |  |
|             | Estadísticas Roberts 14 Tippett 14 Tippett 5 | Reporte Pts Reb Asts                  | Estadísticas 24 Li Meng 9 Yu 6 Cui    | Pabellón: Palais des Sports de Toulouse Árbitros: Rüstü Nuran Ingus Baumanis Annie Joyce Muchenu |  |

| 17 de julio | Malí                                    | 42–112                              | España                                                                             | Toulouse |  |
| 20:30       | Parciales: 11-31, 17-28, 6-30, 8-23     | Parciales: 11-31, 17-28, 6-30, 8-23 | Parciales: 11-31, 17-28, 6-30, 8-23                                                | |  |
|             | Estadísticas Toure 17 Sanou 12 Guindo 2 | Reporte Pts Reb Asts                | Estadísticas 18 Coderch 6 Rodríguez U., Flórez 3 Garcias, Coderch, Vilaró, Marceló | Pabellón: Palais des Sports de Toulouse Árbitros: Fabiana Martinescu Meadow Overstreet Kendell Christopher Henry |  |

Jornada 3
| 18 de julio | Australia                                     | 77–57                                | Argentina                                  | Toulouse |  |
| 15:00       | Parciales: 25-8, 16-19, 23-12, 13-18          | Parciales: 25-8, 16-19, 23-12, 13-18 | Parciales: 25-8, 16-19, 23-12, 13-18       | |  |
|             | Estadísticas Tippett 21 Tippett 8 Nicholson 4 | Reporte Pts Reb Asts                 | Estadísticas 9 Vázquez 5 Cabrera 4 Sancisi | Pabellón: Palais des Sports de Toulouse Árbitros: Meadow Overstreet Carole Delauné Kendell Christopher Henry |  |

| 18 de julio | España                                    | 54–55                               | Bélgica                                         | Toulouse                                                                                                |  |
| 17:30       | Parciales: 19-11, 17-15, 11-9, 7-20       | Parciales: 19-11, 17-15, 11-9, 7-20 | Parciales: 19-11, 17-15, 11-9, 7-20             | |  |
|             | Estadísticas Vilaró 13 Marceló 8 Balart 3 | Reporte Pts Reb Asts                | Estadísticas 16 Vanloo 8 Meesseman 5 Devliegher | Pabellón: Palais des Sports de Toulouse Árbitros: Ingus Baumanis Fabiana Martinescu Annie Joyce Muchenu |  |

| 18 de julio | China                                   | 103–54                                | Malí                                    | Toulouse                                                                                          |  |
| 20:30       | Parciales: 31-13, 26-13, 20-11, 26-17   | Parciales: 31-13, 26-13, 20-11, 26-17 | Parciales: 31-13, 26-13, 20-11, 26-17   |                                                                                                   |  |
|             | Estadísticas Li Meng 18 Ma 12 Li Meng 8 | Reporte Pts Reb Asts                  | Estadísticas 15 Sanou 7 Traoré 4 Konaté | Pabellón: Palais des Sports de Toulouse Árbitros: Atanu Banerjee Jonathan Ernest Hunt Rüstü Nuran |  |

Jornada 4
| 20 de julio | Bélgica                                                  | 90–80                                 | China                                   | Toulouse                                                                                              |  |
| 15:00       | Parciales: 21-16, 29-20, 23-19, 17-25                    | Parciales: 21-16, 29-20, 23-19, 17-25 | Parciales: 21-16, 29-20, 23-19, 17-25   | |  |
|             | Estadísticas Vanloo 31 Meesseman 9 Vanloo, Deviliegher 6 | Reporte Pts Reb Asts                  | Estadísticas 25 Yu 13 Li Meng 4 Li Meng | Pabellón: Palais des Sports de Toulouse Árbitros: Ingus Baumanis Meadow Overstreet Fabiana Martinescu |  |

| 20 de julio | Malí                                   | 39–88                               | Australia                                             | Toulouse |  |
| 17:30       | Parciales: 7-17, 14-29, 3-24, 15-18    | Parciales: 7-17, 14-29, 3-24, 15-18 | Parciales: 7-17, 14-29, 3-24, 15-18                   | |  |
|             | Estadísticas Maiga 16 Sanou 5 Guindo 3 | Reporte Pts Reb Asts                | Estadísticas 17 Roberts 11 Thompson 4 Talbot, Blicavs | Pabellón: Palais des Sports de Toulouse Árbitros: Carole Delauné Annie Joyce Muchenu Kendell Christopher Henry |  |

| 20 de julio | Argentina                                 | 38–68                               | España                                   | Toulouse                                                                                          |  |
| 20:30       | Parciales: 3-19, 11-8, 11-24, 13-17       | Parciales: 3-19, 11-8, 11-24, 13-17 | Parciales: 3-19, 11-8, 11-24, 13-17      |                                                                                                   |  |
|             | Estadísticas Acosta 8 Cabrera 8 Gretter 3 | Reporte Pts Reb Asts                | Estadísticas 18 Vilaró 8 Balart 5 Vilaró | Pabellón: Palais des Sports de Toulouse Árbitros: Jonathan Ernest Hunt Rüstü Nuran Atanu Banerjee |  |

Jornada 5
| 21 de julio | Australia                                   | 61–67                                 | Bélgica                                                    | Toulouse |  |
| 15:00       | Parciales: 12-19, 20-12, 16-20, 13-16       | Parciales: 12-19, 20-12, 16-20, 13-16 | Parciales: 12-19, 20-12, 16-20, 13-16                      | |  |
|             | Estadísticas Roberts 23 Roberts 14 Talbot 4 | Reporte Pts Reb Asts                  | Estadísticas 16 Delmulle 8 Meesseman 3 Delaere, Devilegher | Pabellón: Palais des Sports de Toulouse Árbitros: Ingus Baumanis Jonathan Ernest Hunt Kendell Christopher Henry |  |

| 21 de julio | Malí                                     | 49–75                                 | Argentina                                          | Toulouse                                                                                             |  |
| 17:30       | Parciales: 12-17, 10-24, 13-15, 14-19    | Parciales: 12-17, 10-24, 13-15, 14-19 | Parciales: 12-17, 10-24, 13-15, 14-19              | |  |
|             | Estadísticas Maiga 12 Traoré 15 Traoré 7 | Reporte Pts Reb Asts                  | Estadísticas 22 Díaz 12 Cabrera 9 Cabrera, Gretter | Pabellón: Palais des Sports de Toulouse Árbitros: Rüstü Nuran Fabiana Martinescu Annie Joyce Muchenu |  |

| 21 de julio | China                                | 77–58                                | España                                         | Toulouse                                                                                          |  |
| 20:30       | Parciales: 23-9, 16-18, 17-17, 21-14 | Parciales: 23-9, 16-18, 17-17, 21-14 | Parciales: 23-9, 16-18, 17-17, 21-14           |                                                                                                   |  |
|             | Estadísticas Yu 20 Yu 14 Cui 7       | Reporte Pts Reb Asts                 | Estadísticas 16 Díaz 10 Marceló 3 Díaz, Balart | Pabellón: Palais des Sports de Toulouse Árbitros: Meadow Overstreet Carole Delauné Atanu Banerjee |  |

## Fase de eliminatorias
Todos los horarios corresponden al huso horario local (GMT+2)

### Fase final
|  | Cuartos de final | Cuartos de final |         |                | Semifinales | Semifinales |       |                | Final        | Final       |  |
|  | 23 de julio      | 23 de julio      |         |                | 24 de julio | 24 de julio |       |                | 25 de julio  | 25 de julio |  |
|  |                  |                  |         |                |             |             |       |                |              |             |  |
|  |                  |                  |         |                |             |             |       |                |              |             |  |
|  | Estados Unidos   | 86               |         |                |             |             |       |                |              |             |  |
|  | Estados Unidos   | 86               |         |                |             |             |       |                |              |             |  |
|  | España           | 57               |         |                |             |             |       |                |              |             |  |
|  | España           | 57               |         | Estados Unidos | 97          |             |       |                |              |             |  |
|  |                  |                  |         | Estados Unidos | 97          |             |       |                |              |             |  |
|  |                  |                  | China   | 74             |             |             |       |                |              |             |  |
|  | China            | 68               | China   | 74             |             |             |       |                |              |             |  |
|  | China            | 68               |         |                |             |             |       |                |              |             |  |
|  | Rusia            | 59               |         |                |             |             |       |                |              |             |  |
|  | Rusia            | 59               |         |                |             |             |       | Estados Unidos | 92           |             |  |
|  |                  |                  |         |                |             |             |       | Estados Unidos | 92           |             |  |
|  |                  |                  | Francia | 62             |             |             |       |                |              |             |  |
|  | Francia          | 69               | Francia | 62             |             |             |       |                |              |             |  |
|  | Francia          | 69               |         |                |             |             |       |                |              |             |  |
|  | Australia        | 59               |         |                |             |             |       |                |              |             |  |
|  | Australia        | 59               |         | Francia        | 59          |             |       | Tercer lugar   | Tercer lugar |             |  |
|  |                  |                  |         | Francia        | 59          |             |       | Tercer lugar   | Tercer lugar |             |  |
|  |                  |                  | Bélgica | 49             |             |             |       |                |              |             |  |
|  | Bélgica          | 93               | Bélgica | 49             |             |             | China | 85             |              |             |  |
|  | Bélgica          | 93               |         |                |             |             | China | 85             |              |             |  |
|  | Japón            | 70               |         |                |             |             |       |                | Bélgica      | 73          |  |
|  | Japón            | 70               |         |                |             |             |       |                | Bélgica      | 73          |  |
|  |                  |                  |         |                |             |             |       |                |              |             |  |

#### Cuartos de final
| 23 de julio | China                                             | 68–59                                 | Rusia                                                | Toulouse                                                                                           |  |
| 12:30       | Parciales: 14-10, 21-16, 12-14, 21-19             | Parciales: 14-10, 21-16, 12-14, 21-19 | Parciales: 14-10, 21-16, 12-14, 21-19                | |  |
|             | Estadísticas Yu 19 Li Mingyang 11 Yang, Li Meng 4 | Reporte Pts Reb Asts                  | Estadísticas 15 Kiseleva 7 Davydova 1 seis jugadoras | Pabellón: Palais des Sports de Toulouse Árbitros: Boris Gabara Carole Delauné Jonathan Ernest Hunt |  |

| 23 de julio | Estados Unidos                                      | 86–57                                 | España                                      | Toulouse                                                                                  |  |
| 15:00       | Parciales: 27-16, 21-12, 22-14, 16-15               | Parciales: 27-16, 21-12, 22-14, 16-15 | Parciales: 27-16, 21-12, 22-14, 16-15       |                                                                                           |  |
|             | Estadísticas Lewis 16 Burdick Graves 5 Massengale 6 | Reporte Pts Reb Asts                  | Estadísticas 15 González 8 Marcelo 3 Llobet | Pabellón: Palais des Sports de Toulouse Árbitros: Henrykh Bekish Ling Peng Atanu Banerjee |  |

| 23 de julio | Bélgica                                                     | 93–70                                 | Japón                                                   | Toulouse |  |
| 17:30       | Parciales: 27-11, 25-23, 18-19, 23-17                       | Parciales: 27-11, 25-23, 18-19, 23-17 | Parciales: 27-11, 25-23, 18-19, 23-17                   | |  |
|             | Estadísticas Vanloo, Meesseman 23 Meesseman 13 Devliegher 6 | Reporte Pts Reb Asts                  | Estadísticas 21 Miyazawa 12 Miyazawa 2 Fujioka, Nagaoka | Pabellón: Palais des Sports de Toulouse Árbitros: Rüstü Nuran Patricio Enrique Menares Vásquez Zoltan Palla |  |

| 23 de julio | Francia                                      | 69–59                                 | Australia                                                       | Toulouse                                                                                           |  |
| 20:30       | Parciales: 20-19, 12-11, 17-11, 20-18        | Parciales: 20-19, 12-11, 17-11, 20-18 | Parciales: 20-19, 12-11, 17-11, 20-18                           | |  |
|             | Estadísticas Chevaugeon 13 Diallo 7 Moisan 3 | Reporte Pts Reb Asts                  | Estadísticas 17 Tippett 6 Bunton, Roberts 3 Clydesdale, Blicavs | Pabellón: Palais des Sports de Toulouse Árbitros: Damir Javor Meadow Overstreet Fabiana Martinescu |  |

#### Semifinales
| 24 de julio | China                                  | 74–97                                 | Estados Unidos                                     | Toulouse |  |
| 17:30       | Parciales: 18-28, 30-26, 18-19, 11-13  | Parciales: 18-28, 30-26, 18-19, 11-13 | Parciales: 18-28, 30-26, 18-19, 11-13              | |  |
|             | Estadísticas Li 22 Yang L. 6 Yang X. 5 | Reporte Pts Reb Asts                  | Estadísticas 22 Massengale 11 Stewart 6 Massengale | Pabellón: Palais des Sports de Toulouse Árbitros: Zoltan Palla Patricio Enrique Menares Vásquez Fabiana Martinescu |  |

| 24 de julio | Bélgica                                          | 49–59                                 | Francia                                   | Toulouse                                                                                        |  |
| 20:30       | Parciales: 10-17, 15-12, 13-17, 11-13            | Parciales: 10-17, 15-12, 13-17, 11-13 | Parciales: 10-17, 15-12, 13-17, 11-13     |                                                                                                 |  |
|             | Estadísticas Meesseman 12 Meesseman 9 Delmulle 3 | Reporte Pts Reb Asts                  | Estadísticas 18 Epoupa 11 Epoupa 5 Epoupa | Pabellón: Palais des Sports de Toulouse Árbitros: Rüstü Nuran Jonathan Ernest Hunt Boris Gabara |  |

#### Partido por la medalla de bronce
| 25 de julio | China                                 | 85–73                                 | Bélgica                                         | Toulouse |  |
| 14:30       | Parciales: 26-25, 15-21, 21-16, 23-11 | Parciales: 26-25, 15-21, 21-16, 23-11 | Parciales: 26-25, 15-21, 21-16, 23-11           | |  |
|             | Estadísticas Yu 29 Yu 13 Yang L. 5    | Reporte Pts Reb Asts                  | Estadísticas 23 Vanloo 11 Meesseman 4 Meesseman | Pabellón: Palais des Sports de Toulouse Árbitros: Patricio Enrique Menares Vasquez Rüstü Nuran Carole Delauné |  |

#### Final
| 25 de julio | Estados Unidos                                    | 92–62                                | Francia                                                   | Toulouse                                                                                         |  |
| 17:30       | Parciales: 26-16, 24-22, 25-16, 17-8              | Parciales: 26-16, 24-22, 25-16, 17-8 | Parciales: 26-16, 24-22, 25-16, 17-8                      |                                                                                                  |  |
|             | Estadísticas Massengale 20 Stewart 8 Massengale 6 | Reporte Pts Reb Asts                 | Estadísticas 11 Chevaugeon 7 Galliou, Cornelie 3 Cornelie | Pabellón: Palais des Sports de Toulouse Árbitros: Boris Gabara Fabiana Martinescu Atanu Banerjee |  |

| Bandera de Estados Unidos         |
| Campeón Estados Unidos 1.° título |

### Cuadro por el 5º-8º lugar
|  | Semifinales 5º-8º | Semifinales 5º-8º |       |       | Partido 5º lugar | Partido 5º lugar |  |
|  | 24 de julio       | 24 de julio       |       |       | 25 de julio      | 25 de julio      |  |
|  |                   |                   |       |       |                  |                  |  |
|  |                   |                   |       |       |                  |                  |  |
|  | Rusia             | 72                |       |       |                  |                  |  |
|  | Rusia             | 72                |       |       |                  |                  |  |
|  | España            | 52                |       |       |                  |                  |  |
|  | España            | 52                |       | Rusia | 68               |                  |  |
|  |                   |                   |       | Rusia | 68               |                  |  |
|  |                   |                   | Japón | 74    |                  |                  |  |
|  | Japón             | 95                | Japón | 74    |                  |                  |  |
|  | Japón             | 95                |       |       |                  |                  |  |
|  | Australia         | 92                |       |       | Partido 7º lugar | Partido 7º lugar |  |
|  | Australia         | 92                |       |       | Partido 7º lugar | Partido 7º lugar |  |
|  |                   |                   |       |       |                  |                  |  |
|  |                   |                   |       |       | España           | 48               |  |
|  |                   |                   |       |       | España           | 48               |  |
|  |                   |                   |       |       | Australia        | 74               |  |
|  |                   |                   |       |       | Australia        | 74               |  |
|  |                   |                   |       |       |                  |                  |  |

#### Semifinales del 5º–8º lugar
| 24 de julio | Rusia                                                                | 72–52                                 | España                                     | Rodez                                                                         |  |
| 12:30       | Parciales: 13-16, 18-14, 20-10, 21-12                                | Parciales: 13-16, 18-14, 20-10, 21-12 | Parciales: 13-16, 18-14, 20-10, 21-12      |                                                                               |  |
|             | Estadísticas Tikhonenko 20 Tikhonenko, Kiseleva 9 cuatro jugadoras 2 | Reporte Pts Reb Asts                  | Estadísticas 13 Vilaró 6 Martínez 3 Balart | Pabellón: L'Amphitheatre Árbitros: Zoltan Palla Carole Delauné Atanu Banerjee |  |

| 24 de julio | Japón                                        | 95–92                                 | Australia                                   | Rodez                                                                         |  |
| 15:00       | Parciales: 34-26, 20-33, 26-14, 15-19        | Parciales: 34-26, 20-33, 26-14, 15-19 | Parciales: 34-26, 20-33, 26-14, 15-19       |                                                                               |  |
|             | Estadísticas Miyazawa 20 Nagaoka 8 Fujioka 9 | Reporte Pts Reb Asts                  | Estadísticas 34 Tippett 16 Tippett 6 Talbot | Pabellón: L'Amphitheatre Árbitros: Henrykh Bekish Ling Peng Meadow Overstreet |  |

#### Partido por el 7.º lugar
| 25 de julio | España                                              | 48–74                               | Australia                                    | Rodez                                                                    |  |
| 09:30       | Parciales: 12-8, 12-22, 5-20, 19-24                 | Parciales: 12-8, 12-22, 5-20, 19-24 | Parciales: 12-8, 12-22, 5-20, 19-24          |                                                                          |  |
|             | Estadísticas Castellano 14 Moros 6 tres jugadoras 2 | Reporte Pts Reb Asts                | Estadísticas 25 Roberts 14 Roberts 5 Tippett | Pabellón: L'Amphitheatre Árbitros: Henrykh Bekish Zoltan Palla Ling Peng |  |

#### Partido por el 5.º lugar
| 25 de julio | Rusia                                             | 68–74                                 | Japón                                                   | Rodez                                                                                               |  |
| 12:00       | Parciales: 22-12, 19-14, 10-22, 17-26             | Parciales: 22-12, 19-14, 10-22, 17-26 | Parciales: 22-12, 19-14, 10-22, 17-26                   | |  |
|             | Estadísticas Davydova 12 Tikhonenko 8 Tochilova 2 | Reporte Pts Reb Asts                  | Estadísticas 28 Nagaoka 16 Miyazawa 2 Fujioka, Miyazawa | Pabellón: L'Amphitheatre Árbitros: Jonathan Ernest Hunt Meadow Overstreet Kendell Christopher Henry |  |

### Cuadro por el 9º-12º lugar
|  | Semifinales 9º-12º | Semifinales 9º-12º |           |         | Partido 9º lugar  | Partido 9º lugar  |  |
|  | 23 de julio        | 23 de julio        |           |         | 24 de julio       | 24 de julio       |  |
|  |                    |                    |           |         |                   |                   |  |
|  |                    |                    |           |         |                   |                   |  |
|  | Turquía            | 88                 |           |         |                   |                   |  |
|  | Turquía            | 88                 |           |         |                   |                   |  |
|  | Malí               | 56                 |           |         |                   |                   |  |
|  | Malí               | 56                 |           | Turquía | 48                |                   |  |
|  |                    |                    |           | Turquía | 48                |                   |  |
|  |                    |                    | Argentina | 62      |                   |                   |  |
|  | Argentina          | 59                 | Argentina | 62      |                   |                   |  |
|  | Argentina          | 59                 |           |         |                   |                   |  |
|  | Canadá             | 51                 |           |         | Partido 11º lugar | Partido 11º lugar |  |
|  | Canadá             | 51                 |           |         | Partido 11º lugar | Partido 11º lugar |  |
|  |                    |                    |           |         |                   |                   |  |
|  |                    |                    |           |         | Malí              | 48                |  |
|  |                    |                    |           |         | Malí              | 48                |  |
|  |                    |                    |           |         | Canadá            | 82                |  |
|  |                    |                    |           |         | Canadá            | 82                |  |
|  |                    |                    |           |         |                   |                   |  |

#### Semifinales del 9º–12º lugar
| 23 de julio | Turquía                                             | 88–56                                 | Malí                                            | Rodez                                                                                                  |  |
| 17:30       | Parciales: 22-12, 16-14, 14-12, 26-18               | Parciales: 22-12, 16-14, 14-12, 26-18 | Parciales: 22-12, 16-14, 14-12, 26-18           | |  |
|             | Estadísticas Kavurmacıoğlu 19 Cakir 8 Cakir, Cora 5 | Reporte Pts Reb Asts                  | Estadísticas 18 Sanou 10 Traoré, Sanou 3 Traoré | Pabellón: L'Amphiteatre Árbitros: Oscar Lefwerth Kendell Christopher Henry Malekalio Liogi Fenuafanote |  |

| 23 de julio | Argentina                                              | 59–51                               | Canadá                                      | Rodez                                                                                |  |
| 20:30       | Parciales: 25-14, 11-9, 7-11, 16-17                    | Parciales: 25-14, 11-9, 7-11, 16-17 | Parciales: 25-14, 11-9, 7-11, 16-17         |                                                                                      |  |
|             | Estadísticas Martínez 14 Cabrera 15 Cabrera, Gretter 4 | Reporte Pts Reb Asts                | Estadísticas 11 Fields 10 Fields 3 Dheensaw | Pabellón: L'Amphiteatre Árbitros: Ingus Baumanis Toni Le-Anne Caldwell Annie Muchenu |  |

#### Partido por el 11.º lugar
| 24 de julio | Malí                                                     | 48–82                               | Canadá                                    | Rodez                                                                                |  |
| 12:00       | Parciales: 13-27, 9-18, 3-23, 23-14                      | Parciales: 13-27, 9-18, 3-23, 23-14 | Parciales: 13-27, 9-18, 3-23, 23-14       |                                                                                      |  |
|             | Estadísticas Maiga 17 Fatoumata Sanou 8 tres jugadoras 1 | Reporte Pts Reb Asts                | Estadísticas 18 Fields 9 Dheensaw 5 Roser | Pabellón: L'Amphiteatre Árbitros: Toni Le-Anne Caldwell Ingus Baumanis Annie Muchenu |  |

#### Partido por el 9.º lugar
| 24 de julio | Turquía                                      | 48–62                                | Argentina                                 | Rodez                                                                                                  |  |
| 14:00       | Parciales: 11-21, 7-11, 15-15, 15-15         | Parciales: 11-21, 7-11, 15-15, 15-15 | Parciales: 11-21, 7-11, 15-15, 15-15      | |  |
|             | Estadísticas Cora 14 Kavurmacıoğlu 9 Aydin 2 | Reporte Pts Reb Asts                 | Estadísticas 16 Díaz 18 Cabrera 6 Gretter | Pabellón: L'Amphiteatre Árbitros: Malekalio Liogi Fenuafanote Oscar Lefwerth Kendell Christopher Henry |  |

## Medallero
| Francia | Estados Unidos | China |

## Clasificación final
| Pos.              | Equipo         | Balance |
| ----------------- | -------------- | ------- |
| Medalla de oro    | Estados Unidos | 8 - 0   |
| Medalla de plata  | Francia        | 5 - 3   |
| Medalla de bronce | China          | 6 - 2   |
| 4º                | Bélgica        | 5 - 3   |
| 5º                | Japón          | 4 - 4   |
| 6º                | Rusia          | 3 - 5   |
| 7º                | Australia      | 4 - 4   |
| 8º                | España         | 2 - 6   |
| 9º                | Argentina      | 4 - 3   |
| 10º               | Turquía        | 3 - 4   |
| 11º               | Canadá         | 2 - 5   |
| 12º               | Malí           | 0 - 7   |

### Equipo ideal
- Mejor jugadora del campeonato —MVP—: Li Meng ( China) [2]